# Catocala melanotica
Catocala melanotica là một loài bướm đêm trong họ Erebidae.